# Zbigniew Kledyński
Zbigniew Franciszek Kledyński (ur. 1958) – polski inżynier, profesor nauk technicznych. Specjalizuje się w budownictwie hydrotechnicznym i inżynierii wodnej. Nauczyciel akademicki Wydziału Instalacji Budowlanych, Hydrotechniki i Inżynierii Środowiska Politechniki Warszawskiej. W kadencji 2012–2016 prorektor ds. ogólnych Politechniki Warszawskiej. 

## Życiorys
Doktoryzował się w 1986 na podstawie pracy pt. Wpływ pola temperatury w masywnych konstrukcjach hydrotechnicznych na zastosowanie tensometrycznej aparatury strunowej. Habilitował się w 2000 na podstawie oceny dorobku naukowego i rozprawy Odporność korozyjna zawiesin twardniejących w obiektach ochrony środowiska. Tytuł naukowy profesora nauk technicznych został mu nadany w 2010 roku. Pracuje jako profesor nadzwyczajny w Zakładzie Budownictwa Wodnego i Hydrauliki Wydziału Instalacji Budowlanych, Hydrotechniki i Inżynierii Środowiska Politechniki Warszawskiej.
Prowadzi zajęcia m.in. z betonowych konstrukcji hydrotechnicznych, prawa, ekonomiki i zarządzania w inżynierii wodnej, budowli i zbiorników wodnych oraz niezawodności i bezpieczeństwa systemów inżynierskich.
Jest członkiem szeregu krajowych i międzynarodowych towarzystw naukowych i technicznych, m.in. Komitetu Gospodarki Wodnej PAN oraz Stowarzyszenia Inżynierów i Techników Wodnych i Melioracyjnych (był wiceprezesem). XVII Krajowy Zjazd Polskiej Izby Inżynierów Budownictwa wybrał go na prezesa tej organizacji na lata 2018–2022.
Autor podręcznika Remonty budowli wodnych (Oficyna Wydawnicza Politechniki Warszawskiej 2006, ISBN 83-7207-642-1), współautor tomu Zawiesiny twardniejące (wraz z L. Rafalskim, Studia z Zakresu Inżynierii, 2009, PAN Komitet Inżynierii Lądowej i Wodnej, Instytut Podstawowych Problemów Techniki, ISBN 978-83-89687-45-6) oraz współautor opracowania Realizacja obiektów hydrotechnicznych w pytaniach i odpowiedziach (wraz z P. Falacińskim, Oficyna Wydawnicza PW 2008, ISBN 978-83-7207-753-0). Artykuły publikował m.in. w takich czasopismach jak: „Archives of Hydro-Engineering and Environmental Mechanics" oraz „Prace Naukowe. Inżynieria Środowiska".
W 2017 otrzymał medal „Za Zasługi dla Archidiecezji Warszawskiej" (w uzasadnieniu napisano: „wspaniały nauczyciel i wykładowca akademicki, który potrafi przekazać młodzieży wartości chrześcijańskie").